# Игор Митрески
Игор Митрески е футболист от Северна Македония, роден на 19 февруари 1979 година. Играе като защитник във ПФК ЦСКА (София).

## Кариера

### Национален отбор
За мъжката формация на Северна Македония Митрески дебютира през 2001 г. Има 60 мача и 1 гола за националната гарнитура.